# (100368) 1995 UG41
(100368) 1995 UG41 es un asteroide perteneciente al cinturón de asteroides, descubierto el 23 de octubre de 1995 por el equipo del Spacewatch desde el Observatorio Nacional de Kitt Peak, Arizona, Estados Unidos.

## Designación y nombre
Designado provisionalmente como 1995 UG41.

## Características orbitales
1995 UG41 está situado a una distancia media del Sol de 2,240 ua, pudiendo alejarse hasta 2,568 ua y acercarse hasta 1,912 ua. Su excentricidad es 0,146 y la inclinación orbital 8,586 grados. Emplea 1224 días en completar una órbita alrededor del Sol.

## Características físicas
La magnitud absoluta de 1995 UG41 es 17,1.